# 금오중학교 축구부
금오중학교 축구부는 경상북도 구미시에 위치한 금오중학교의 축구부이다. 금오중학교가 운영하는 축구부로 2005년에 창단하였다.

## 같이 보기
- 금오중학교